# Entrange
Entrange település Franciaországban, Moselle megyében. Lakosainak száma 1202 fő (2022. január 1.). Entrange Escherange, Hettange-Grande, Kanfen és Thionville községekkel határos.

## Népesség
A település népességének változása:
| Lakosok száma | 725  | 795  | 1147 | 1345 | 1314 | 1269 | 1241 | 1242 | 1229 | 1202 |
|               | 1968 | 1982 | 1990 | 2006 | 2013 | 2015 | 2017 | 2019 | 2020 | 2022 |